# Бережная, Татьяна Николаевна
Татьяна Николаевна Бережная (укр. Тетяна Миколаївна Бережна; род. 13 ноября 1982, Харьков) — украинская лучница, участница летних Олимпийских игр 2004 и 2008 года.

## Карьера
Бережная представляла Украину на летних Олимпийских играх 2004 года. Она положила 14-е место в квалификации женского турнира по 72 выстрела с результатом 640. В первом раунде она сошлась с Фотини Ваватси из Греции. Бережная выиграла со счётом 160—156 (18 выстрелов) и вышла в следующий раунд. Там она встретилась с Дженнифер Николс из США, уступив со счётом 163—160 (18 выстрелов). Бережная закончила турнир на 18-м месте в индивидуальном зачёте. Бережная также заняла шестое место со сборной Украины по стрельбе в женском командном первенстве.
На летних Олимпийских играх в Пекине Бережная набрала в квалификации 627 очков, заняв 38-е место. В первом раунде она соревновалась с Чжан Цзюаньцзюань. В квалификации китаянка была 27-й и выиграла противостояние со счётом 109-97, а в конечном итоге завоевала золотую медаль.